# Confine tra Georgia e Turchia
Il confine tra la Georgia e la Turchia ha una lunghezza di 273 km e va dalla costa del Mar Nero a ovest fino al triplice confine con l'Armenia a est.

## Descrizione
Il confine inizia ad ovest sul Mar Nero appena a sud del villaggio di Sarpi e prosegue via terra verso est attraverso una serie di linee irregolari; si inarca successivamente in modo ampio verso sud-est, tagliando il lago Kartsakhi, fino al triplice confine armeno.
Il confine separa la Repubblica Autonoma dell'Agiaria della Georgia e la regione georgiana di Samtskhe-Javakheti dalle province turche di Ardahan e Artvin.

## Storia
Durante il XIX secolo la regione del Caucaso fu contesa tra l'Impero Ottomano in declino, la Persia e la Russia, che si stava espandendo verso sud. La Russia aveva conquistato la maggior parte delle terre caucasiche della Persia nel 1828 e poi rivolse la sua attenzione all'Impero Ottomano. Con il Trattato di Adrianopoli del 1829 (che pose fine alla guerra russo-turca del 1828-9) la Russia conquistò la maggior parte dell'attuale Georgia (comprese l'Imeretia, la Mingrelia e la Guria), con una frontiera delimitata e posta all'incirca a nord dell'attuale confine turco-georgiano.
Con la pace di santo Stefano, che pose fine alla guerra russo-turca del 1877-1878, la Russia ottenne ulteriori territori in quella che oggi è la Turchia orientale, estendendo il confine ottomano-russo a sud-ovest. Le conquiste della Russia di Batumi, Kars e Ardahan furono confermate dal Trattato di Berlino (1878), sebbene fu costretta a restituire parte dell'area intorno a Bayazid (l'attuale Doğubayazıt) e la valle dell'Eleşkirt.
Durante la prima guerra mondiale la Russia invase le aree orientali dell'Impero Ottomano. Nel caos successivo alla rivoluzione russa del 1917, il nuovo governo comunista cercò frettolosamente di porre fine al suo coinvolgimento nella guerra e firmò il Trattato di Brest-Litovsk nel 1918 con la Germania e l'Impero Ottomano. Con questo trattato la Russia restituì le aree acquisite dai precedenti trattati di santo Stefano e di Berlino.
Cercando di ottenere l'indipendenza da entrambi gli imperi, i popoli del Caucaso meridionale avevano dichiarato nel 1918 la Repubblica Federale Democratica Transcaucasica e avevano avviato colloqui di pace con gli ottomani. Vari disaccordi interni portarono la Georgia a lasciare la federazione nel maggio 1918, seguita poco dopo dall'Armenia e dall'Azerbaigian. Con gli ottomani che avevano invaso il Caucaso e guadagnato rapidamente terreno, le tre nuove repubbliche furono costrette a firmare il Trattato di Batumi il 4 giugno 1918, con il quale riconoscevano il confine precedente al 1878. Le conquiste ottomane in Armenia furono ulteriormente consolidate dal Trattato di Alessandropoli (1920). Nel frattempo, la Russia riconobbe l'indipendenza della Georgia tramite il Trattato di Mosca (1920).

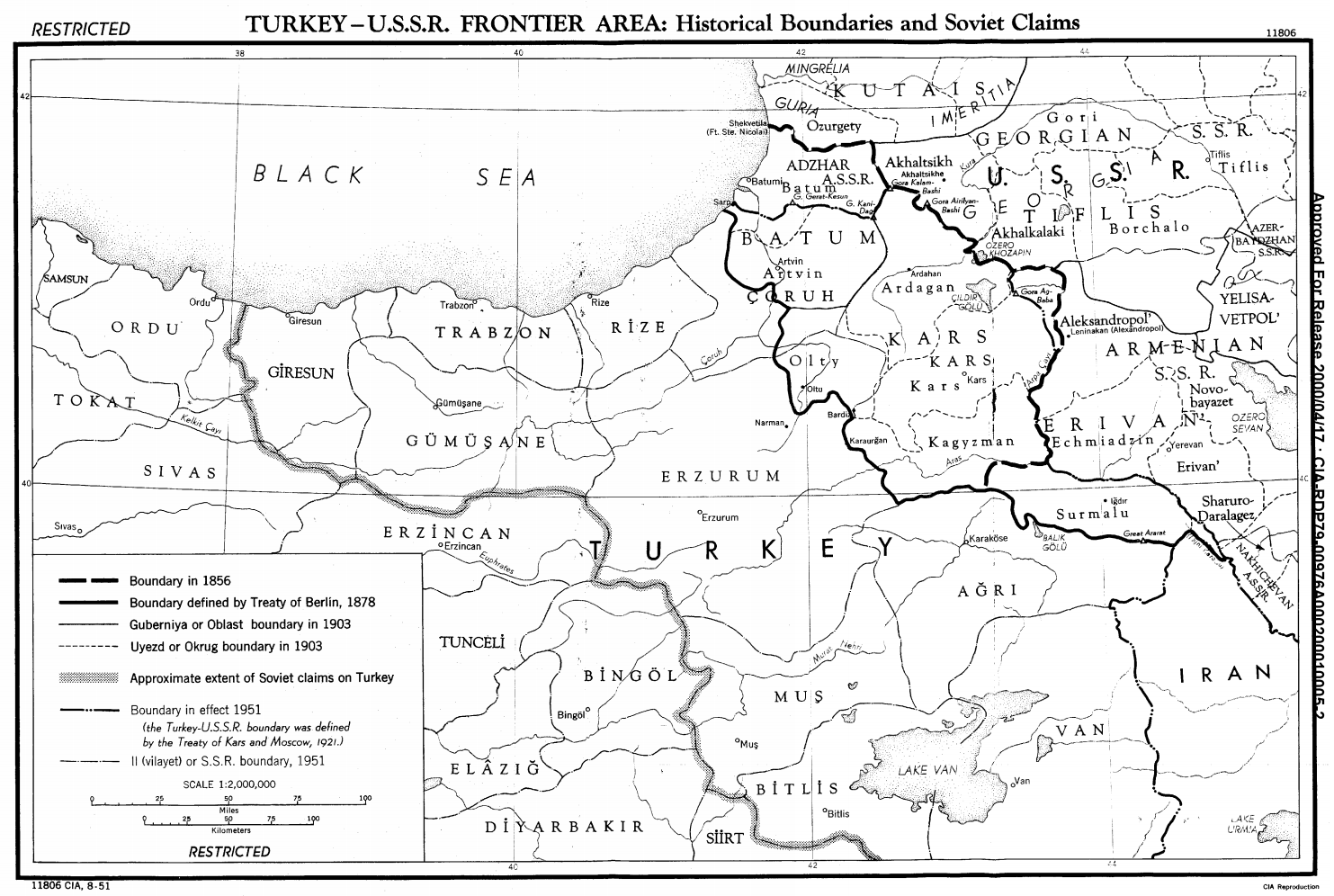
Mappa dello spostamento del confine tra Russia e Impero Ottomano nel XIX secolo.

Con l'Impero Ottomano sconfitto in Europa e in Arabia, le potenze alleate pianificarono di smembrarlo tramite il Trattato di Sèvres del 1920. Il trattato riconosceva l'indipendenza georgiana e armena, concedendo a entrambe i vasti territori nella Turchia orientale, con un esteso confine tra Armenia e Georgia da decidere in un secondo momento. La Georgia avrebbe guadagnato gran parte del Lazistan. I nazionalisti turchi si indignarono per il trattato e contribuirono allo scoppio della guerra d'indipendenza turca; il successo turco in questo conflitto rese il tratto di Sèvres obsoleto. Nel 1920 l'Armata Rossa russa invase l'Azerbaigian e l'Armenia, seguita dall'invasione della Georgia nel 1921 che pose fine alla sua indipendenza. Gli ottomani colsero l'opportunità e invasero la Georgia sudoccidentale, conquistando Artvin, Ardahan, Batumi e altre terre. Al fine di evitare una guerra totale russo-turca, le due nazioni firmarono il Trattato di Mosca nel marzo 1921, che creò un confine modificato sovietico-ottomano. Tuttavia si verificarono ulteriori combattimenti sul campo e le trattative si bloccarono; le disposizioni del trattato furono successivamente confermate dal Trattato di Kars dell'ottobre 1921, finalizzando nella sua posizione attuale quello che adesso è il confine tra Georgia e Turchia. La Turchia rinunciò a rivendicare Batumi a condizione che si fosse creata una regione autonoma dell'Agiara per proteggere la popolazione in gran parte musulmana della zona. Il confine fu poi delimitato sul terreno nel marzo 1925-luglio 1926 da una commissione congiunta sovietico-turca. L'indipendenza della Turchia fu riconosciuta dal Trattato di Losanna del 1923.
La Georgia fu inizialmente incorporata insieme all'Armenia e all'Azerbaigian nella Repubblica Socialista Federativa Sovietica Transcaucasica all'interno dell'URSS, prima di essere divisa come Repubblica socialista sovietica georgiana nel 1936. Il confine stabilito dal trattato di Kars rimase allo stato attuale, nonostante le occasionali proteste sovietiche che avrebbero voluto modificarlo, in particolare nel 1945. La Turchia, sostenuta dagli Stati Uniti, rifiutò di discuterne, e i sovietici, cercando di migliorare le relazioni con il loro vicino meridionale, abbandonarono la questione.
Dopo il crollo dell'URSS nel 1991, la Georgia ha ottenuto l'indipendenza e ha ereditato la sua sezione del confine tra Turchia e URSS. La Turchia ha riconosciuto l'indipendenza della Georgia il 16 dicembre 1991. Il 21 maggio 1992 è stato firmato il protocollo per l'avvio delle relazioni diplomatiche tra i due paesi, che ha confermato la loro reciproca frontiera.

## Insediamenti vicino al confine

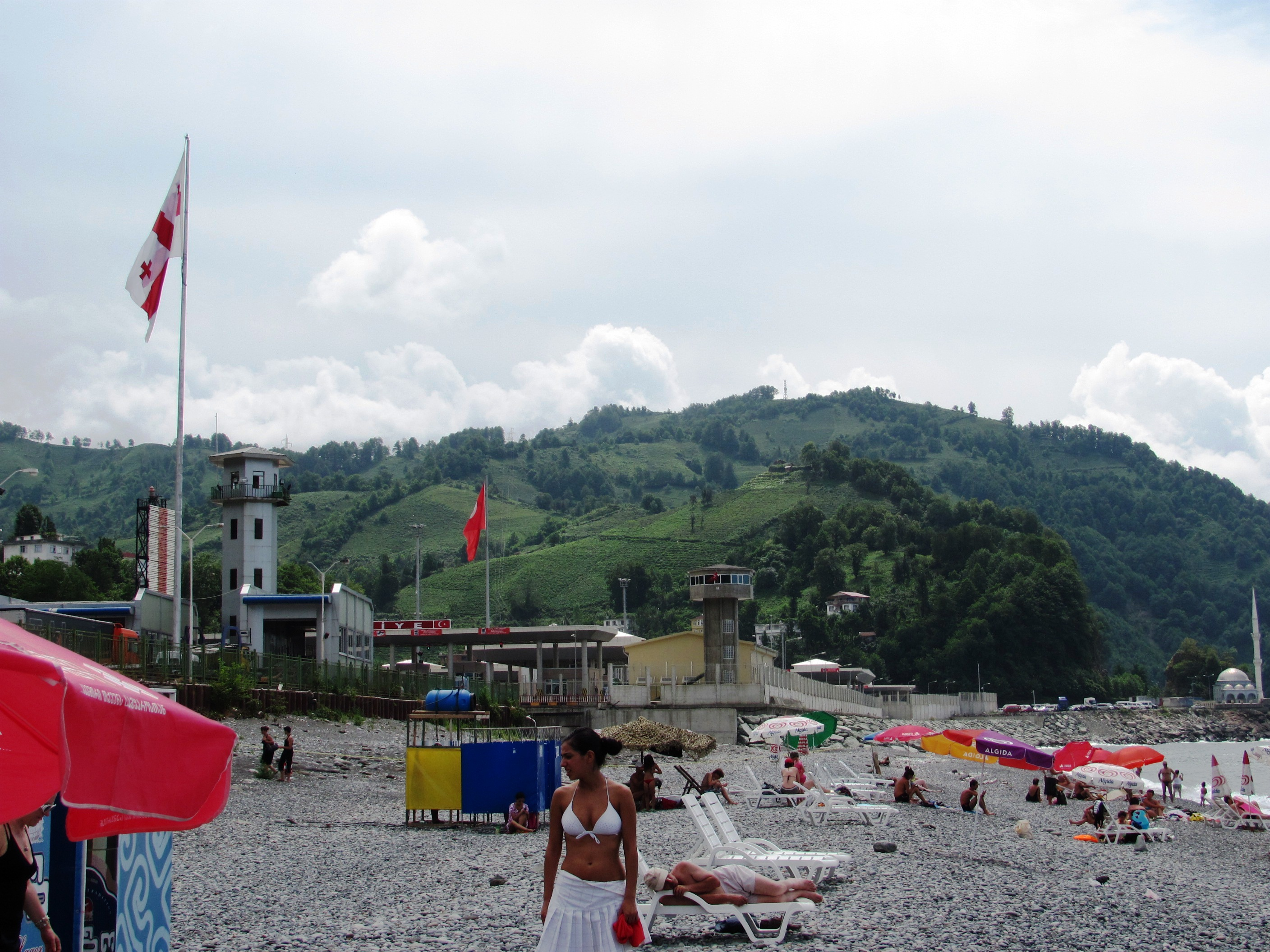
Attraversamento del confine a Sarpi

### Georgia
- Sarpi
- Vale
- Kartsakhi

### Turchia
- Hopa
- Borçka
- Muratlı
- Düzenli
- Posof
- Türkgözü
- Çıldır
- Baltalı
- Akçıl
- Övündü

## Attraversamenti al confine
Sono presenti tre valichi lungo tutto il confine, due per il traffico veicolare e uno per il traffico veicolare e ferroviario.
| Lato turco     | Provincia | Lato georgiano | Provincia          | Apertura       | Strada in Turchia | Strada in Georgia | Status |
| -------------- | --------- | -------------- | ------------------ | -------------- | ----------------- | ----------------- | ------ |
| Sarp           | Artvin    | Sarpi          | Agiaria            | 31 agosto 1988 |                   |                   | Aperto |
| Posof-Türkgözü | Ardahan   | Vale           | Samtskhe–Javakheti | 12 luglio 1995 |                   |                   | Aperto |
| Çıldır-Aktaş   | Ardahan   | Kartsakhi      | Samtskhe–Javakheti | 24 luglio 1995 |                   |                   | Aperto |

Dal 2017 e con l'apertura della ferrovia Baku-Tbilisi-Kars è possibile attraversare il confine anche in treno.